# Batalha de Combi
A Batalha de Combi (Kombi) foi uma batalha decisiva da Guerra Luso-Holandesa na frente congolesa.

## História
Em 1641, forças holandesas ocuparam Luanda, capital da colónia lusitana de Angola. Congo e Dongo enviaram emissários e receberam promessas de ajuda para expulsar os portugueses, que era o objetivo do manicongo Garcia II (r. 1641–1660). Os holandeses conseguiram algum sucesso inicial, mas logo os lusitanos voltaram às suas posições internas, em Bengo, de onde foram expulsos rumo ao Forte de Massangano, a segunda mais antiga cidade colonial na região. Os congoleses utilizaram os vales do Bengo para alimentar os holandeses em Luanda. Para frear isso, o governador Pedro César de Meneses se instalou no arraial de Gango, junto a foz do rio, em janeiro de 1643, senão um pouco antes. Decidindo que não valia a pena continuar a guerra com Portugal, os holandeses assinaram um acordo que efetivamente deixava-o no comando do interior. A rainha do Dongo, Ana de Sousa (Ginga), decidiu continuar a luta sem ajuda holandesa, pressionando os já encurralados portugueses em Massangano. Após a sua derrota em Cavanga em 1646, seus aliados decidiram enviar forças de socorro.
Assim, em 1647, uma força combinada do Congo, Dongo e um contingente holandês de 400 soldados, somando mais de 8 000 homens, encontrou os portugueses e seus aliados africanos com um exército de campo de cerca de 30 000 soldados, incluindo 600 portugueses e luso-africanos, em algum lugar ao norte de Massangano chamado Combi. Os portugueses e os seus aliados foram derrotados pelo exército coligado e mais de 3 000 homens do exército luso foram mortos ou feridos. Como resultado da vitória, Ana e seu exército foram capazes de sitiar três presídios portugueses em Angola, Ambaca, Massangano e Muxima. Os cercos não tiveram sucesso, em grande parte porque nem ela nem seus aliados holandeses possuíam artilharia suficiente para realizar um ataque, embora os portugueses não ultrapassasse 300 homens. Quando as forças de Salvador de Sá e Benevides chegaram em 1648, Ginga foi forçada abandonar o cerco e retornar ao seu quartel-general em Matamba.